# إعلان مالينو الأول
إعلان مالينو الأول أو إعلان مالينو لبوسو هي معاهدة سلام تم إطلاقها من قبل الحكومة الإندونسية في 20 ديسمبر عام 2001 في مالينو، جوا ريجنسي، جنوب سولاويزي. جمعت هذه الإتفاقية كلاً من المسيحيين والمسلمين الذين حاربوا في بوسو في الحرب الطائفية من 1998 إلى 2001،  والمعروف أيضاً بأعمال الشغب في بوسو. رأس الاجتماع في ذلك الوقت الوزير المسئول عن الشئون الاجتماعية للشعب، يوسف كالا.
من خلال الإتفاق على بنود إعلان مالينو، تم إنشاء لجنتين: لجنة الأمن وتطبيق القانون، واللجنة الاجتماعية والاقتصادية. تتحمل لجنة الأمن مسؤوليتين رئيسيتين: أولاً، في مجال الأمن، التركيز على نزع سلاح من اللاجئين وإعادة توطينهم؛ ثانياً، في مجال تطبيق القانون.
تم تكليف اللجنة الاجتماعية والاقتصادية بعشرة برامج: المصالحة  وإعادة التأهيل الاجتماعي، وإعادة اللاجئين إلى الوطن، والتأمين على الحياة، وإعادة التأهيل البدني، وتطبيع الأنشطة الاقتصادية للمواطنين، والدعم الاجتماعي، وتطوير برنامج الأبوة والأمومة، والتقييم والرصد المنتظمين، وتطورات البرامج المتعلقة بكل هذه الأمور.  تدير هذا البرنامج وزارة الشؤون الاجتماعية (الخدمة الاجتماعية في بوسو) ، باستثناء صناديق التسوية التي تسيطر عليها حكومة بوسو الإقليمية وفريق مالينو العامل.
وصل المبلغ الذي خصصته الحكومة المركزية لإستعادة حالة بوسو ريجنسي إلى 54 مليون روبية. كما نفذت الحكومة المركزية العديد من البرامج لضحايا النزاع واللاجئين. بالإضافة إلى ذلك، تم التخطيط لبرنامج المصالحة في بوسو  كالخطوة التالية لإعلان مالينو.